# ناوشکن کلاس ویسبی
دیسترویر کلاس ویسبی (به انگلیسی: Visby-class destroyer) یک کلاس از کشتی است که طول آن ۹۸ متر (۳۲۲ فوت) می‌باشد.